# ديتليف كاستنر
ديتليف كاستنر (بالألمانية: Detlef Kästner)‏ (مواليد 20 مارس 1958) هو ملاكم ألماني شرقي، مثّل بلاده في الألعاب الأولمبية الصيفية 1980.

## روابط خارجية
ديتليف كاستنر على موقع أوليمبيديا (الإنجليزية)